# 13910 Iranolt
13910 Iranolt este o planetă minoră (asteroid) din centura de asteroizi. A fost descoperită pe 25 iunie 1979 la Observatorul Siding Spring de Eleanor F. Helin și a fost numită după Ira G. Nolt⁠(d). 
Obiectul prezintă o orbită caracterizată de o semiaxă mare de 2,4337731 UAi, o excentricitate de 0,22, o înclinație de 5,98366 ° în raport cu ecliptica.